# 米尔塔尔
米尔塔尔（德語：Mühltal，發音：[ˈmyːltaːl]，意为“磨坊谷地”）是德国黑森州达姆施塔特行政区达姆施塔特-迪堡县的市镇，面积25.34平方千米，2023年12月31日人口为13,866人。